# 2012 en science-fiction
| Années de la science-fiction : 2009 - 2010 - 2011 - 2012 - 2013 - 2014 - 2015    |
| Décennies de la science-fiction : 1980 - 1990 - 2000 - 2010 - 2020 - 2030 - 2040 |

L'année 2012 est marquée, en matière de science-fiction, par les événements suivants.

## Naissances et décès

### Décès
- 3 février : John Christopher, écrivain britannique, mort à 89 ans.
- 10 mars : Jean Giraud (alias Moebius), dessinateur et scénariste de bandes-dessinées français, mort à 73 ans.
- 28 mars : Peter Phillips, écrivain britannique, mort à 92 ans.
- 5 juin : Ray Bradbury, écrivain américain, mort à 91 ans.
- 5 août : Roland C. Wagner, écrivain français, mort à 51 ans.
- 15 août : Harry Harrison, écrivain américain, né en 1925, mort à 87 ans.
- 7 novembre : Kevin O'Donnell, écrivain américain, mort à 61 ans.
- 19 novembre : Boris Strougatski, écrivain russe, mort à 79 ans.
- 15 décembre : Demètre Ioakimidis, écrivain et critique français, mort à 83 ans.

## Prix

### Prix Hugo
- Roman : Morwenna (Among Others) par Jo Walton
- Roman court : Un pont sur la brume (The Man Who Bridged the Mist) par Kij Johnson
- Nouvelle longue : Six mois, trois jours (Six Months, Three Days) par Charlie Jane Anders
- Nouvelle courte : La Ménagerie de papier (The Paper Menagerie) par Ken Liu
- Livre non-fictif ou apparenté : The Encyclopedia of Science Fiction, troisième édition, édité par John Clute, David Langford, Peter Nicholls et Graham Sleight
- Roman graphique : Digger par Ursula Vernon
- Film : La première saison de la série Le Trône de fer créée par David Benioff et D. B. Weiss
- Série ou court-métrage : l'épisode L'Âme du TARDIS de Doctor Who, écrit par Neil Gaiman, dirigé par Richard Clark
- Éditeur de nouvelles : Sheila Williams
- Éditeur de romans : Lou Anders
- Artiste professionnel : Betsy Wollheim
- Magazine semi-professionnel : Locus, dirigé par Kirsten Gong-Wong et Liza Groen Trombi
- Magazine amateur : SF Signal, édité par John DeNardo
- Écrivain amateur : Jim C. Hines
- Artiste amateur : Maurine Starkey
- Podcast amateur : SF Squeecast, Lynne M. Thomas, Seanan McGuire, Paul Cornell, Elizabeth Bear et Catherynne M. Valente
- Prix Campbell : E. Lily Yu (en)

### Prix Nebula
- Roman : 2312 (2312) par Kim Stanley Robinson
- Roman court : Après la chute (After the Fall, Before the Fall, During the Fall) par Nancy Kress
- Nouvelle longue : Close Encounters par Andy Duncan
- Nouvelle courte : Immersion (Immersion) par Aliette de Bodard
- Prix Andre Norton : Fair Coin par E. C. Myers
- Prix Solstice : Octavia E. Butler et John Clute
- Prix Ray Bradbury : Les Bêtes du sud sauvage (Beasts of the Southern Wild) par Benh Zeitlin (metteur en scène) et Benh Zeitlin et Lucy Abilar (scénaristes)
- Prix du service pour la SFWA : Michael H. Payne
- Grand maître : Gene Wolfe

### Prix Locus
- Roman de science-fiction : Légationville (Embassytown) par China Miéville
- Roman de fantasy : Le Bûcher d'un roi, Les Dragons de Meereen et Une danse avec les dragons (A Dance with Dragons) par George R. R. Martin
- Roman pour jeunes adultes : La Fille qui navigua autour de Féérie dans un bateau construit de ses propres mains (The Girl Who Circumnavigated Fairyland in a Ship of Her Own Making) par Catherynne M. Valente
- Premier roman : Le Cirque des rêves (The Night Circus) par Erin Morgenstern
- Roman court : Silently and Very Fast par Catherynne M. Valente
- Nouvelle longue : White Lines on a Green Field par Catherynne M. Valente
- Nouvelle courte : L'Affaire de la mort et du miel (The Case of Death and Honey) par Neil Gaiman
- Recueil de nouvelles : The Bible Repairman and Other Stories par Tim Powers
- Anthologie : The Year’s Best Science Fiction: Twenty-eighth Annual Collection par Gardner Dozois, éd.
- Livre non-fictif : Evaporating Genres: Essays on Fantastic Literature par Gary K. Wolfe
- Livre d'art : Spectrum 18: The Best in Contemporary Fantastic Art par Cathy Fenner et Arnie Fenner, éds.
- Éditeur : Ellen Datlow
- Magazine : Asimov's Science Fiction
- Maison d'édition : Tor Books
- Artiste : Shaun Tan

### Prix British Science Fiction
- Roman : Jack Glass (Jack Glass) par Adam Roberts
- Fiction courte : Adrift on the Sea of Rains par Ian Sales

### Prix Arthur-C.-Clarke
- Lauréat : Le Testament de Jessie Lamb (The Testament of Jessie Lamb) par Jane Rogers (en)

### Prix Sidewise
- Format long : Dominion (Dominion) par C. J. Sansom
- Format court : Something Real par Rick Wilber (en)

### Prix E. E. Smith Memorial
- Lauréat : Saltation par Sharon Lee (en) et Steve Miller (en)

### Prix Theodore-Sturgeon
- Lauréat : Le Choix (The Choice) par Paul J. McAuley

### Prix Lambda Literary
- Fiction spéculative : The German par Lee Thomas (en)

### Prix Seiun
- Roman japonais : Tengoku and Zigoku par Yasumi Kobayashi

### Grand prix de l'Imaginaire
- Roman francophone : Rêves de gloire par Roland C. Wagner
- Nouvelle francophone : Boire la tasse (recueil) par Christophe Langlois

### Prix Kurd-Laßwitz
- Roman germanophone : Pulsarnacht par Dietmar Dath

### Prix Curt-Siodmak
- Film de science-fiction : La Planète des singes : Les Origines, film américain de Rupert Wyatt
- Série de science-fiction : Ijon Tichy: Raumpilot. Die Sternentagebücher, série télévisée allemande de Randa Chahoud, Dennis Jacobsen et Oliver Jahn, librement adaptée des nouvelles éponymes de Stanislas Lem, Mémoires d'Ijon Tichy
- Production allemande de science-fiction : Ijon Tichy: Raumpilot. Die Sternentagebücher, une série télévisée allemande de Randa Chahoud, Dennis Jacobsen et Oliver Jahn, librement adaptée des nouvelles éponymes de Stanislas Lem, Mémoires d'Ijon Tichy

## Parutions littéraires

### Romans
- La Sonate Hydrogène par Iain Banks.
- Silo par Hugh Howey.

### Nouvelles
- Sous la poussée, par James S. A. Corey.

## Sorties audiovisuelles

### Films
- The Amazing Spider-Man par Marc Webb.
- American Warships par Thunder Levin.
- Antiviral par Brandon Cronenberg.
- Atlas Shrugged: Part II par John Putch.
- Avengers par Joss Whedon.
- Battleship par Peter Berg.
- Chronicle par Josh Trank.
- Chroniques de Tchernobyl par Bradley Parker.
- Cloud Atlas par Andy et Lana Wachowski et Tom Tykwer.
- Crawlspace par Justin Dix.
- Decay par Luke Thompson.
- The Divide par Xavier Gens.
- Dredd par Pete Travis.
- Frankenweenie par Tim Burton.
- Hunger Games par Gary Ross.
- Iron Sky par Timo Vuorensola.
- John Carter par Andrew Stanton.
- Lock Out par James Mather et Stephen St. Leger.
- Looper par Rian Johnson.
- Mars et Avril par Martin Villeneuve.
- Men in Black 3 par Barry Sonnenfeld.
- Prometheus de Ridley Scott

### Séries
- Doctor Who, première moitié de la saison 7.
- Futurama, saison 7.
- Star Wars: The Clone Wars, saison 5.